# San Blas (Argentine)
Pour les articles homonymes, voir San Blas et Blas.
San Blas est une ville de la province de La Rioja, en Argentine, et le chef-lieu du département de San Blas de los Sauces. Cette commune est située sur la Route nationale 60. Elle comptait 388 habitants en 2001.